# Soukaina Zakkour
Soukaina Zakkour (* 13. Oktober 1993) ist eine marokkanische Hammerwerferin, die gelegentlich auch in anderen Wurfdisziplinen an den Start geht.

## Sportliche Laufbahn
Erste internationale Erfahrungen sammelte Soukaina Zakkour bei den Afrikameisterschaften 2014 in Marrakesch, bei denen sie mit einer Weite von 49,36 m den zehnten Platz belegte. Im Jahr darauf erreichte sie bei den Arabischen Meisterschaften in Manama mit 56,41 m Rang vier, wie auch bei den Afrikameisterschaften 2016 in Durban, bei denen sie den Hammer auf 61,85 m warf. 2017 gewann sie bei den Islamic Solidarity Games in Baku mit 63,10 m die Bronzemedaille im Hammerwurf hinter der Aserbaidschanerin Hanna Skydan und Kıvılcım Kaya aus der Türkei und wurde im Speerwurf mit 39,99 m Fünfte. Anschließend gewann sie in beiden Bewerben mit 61,60 m bzw. 35,30 m die Silbermedaille bei den Arabischen Meisterschaften in Radès und belegte bei den Spielen der Frankophonie mit 58,59 m den siebten Platz. 2018 wurde sie bei den Mittelmeerspielen in Tarragona mit 60,78 m Siebte und siegte anschließend mit neuem Landesrekord von 68,28 m bei den Afrikameisterschaften in Asaba. Zudem wurde sie beim Continental-Cup in Ostrava mit 58,09 m Achte.
2019 klassierte sie sich bei den Arabischen Meisterschaften in Kairo im Diskuswurf mit einer Weite von 41,44 m auf dem sechsten Rang und gewann mit dem Hammer mit 61,00 m die Bronzemedaille hinter der Ägypterin Rawan Barakat und Zouina Bouzebra aus Algerien. Ende August erreichte sie bei den Afrikaspielen in Rabat mit 59,54 m den achten Platz im Hammerwurf. 2021 gewann sie bei den Arabischen Meisterschaften in Radès mit 59,15 m die Bronzemedaille im Hammerwurf hinter der Algerierin Bouzebra und Barakat aus Ägypten. Im Jahr darauf wurde sie bei den Islamic Solidarity Games in Konya mit 58,89 m Fünfte.
In den Jahren von 2014 bis 2016 und 2018 und 2019 wurde Zakkour marokkanische Meisterin im Hammerwurf sowie 2016 auch im Speerwurf und 2019 und 2021 auch im Diskuswurf.

## Persönliche Bestleistungen
- Diskuswurf: 44,02 m, 7. Mai 2016 in Casablanca
- Hammerwurf: 68,28 m, 2. August 2018 in Asaba (marokkanischer Rekord)
- Speerwurf: 40,96 m, 30. April 2017 in Fès